# 南集镇
南集镇，是中华人民共和国江苏省淮安市涟水县下辖的一个乡镇级行政单位。2018年12月1日，南集镇的守阳、潘闸、沈荡、朱桥、道行、严港、吴刘7个村委会及北集居委会区域为黄营镇行政区域。

## 行政区划
南集镇下辖以下地区：
南集社区、下营村、新合村、码头村、冯陈村、镇兴村、南营村、范荡村、皂角村、王圩村、朱陈村和直属村。